# Universidade do Estado do Rio Grande do Norte
Die Universidade do Estado do Rio Grande do Norte (UERN) ist eine Hochschule mit Sitz in Mossoró (Brasilien). Träger ist das Bundesland Rio Grande do Norte. Die Gründung erfolgte am 28. September 1968.
Neben dem  Hauptsitz in Mossoró gibt es Campus in Patu, Pau dos Ferros, Assu, Natal und Caicó. Das Studienangebot ist vielfältig.